# Dualit
Dualit är en brittisk tillverkare av köksmaskiner av olika slag. Företaget började sin tillverkning i Storbritannien under 1940-talet.